# Klarinetkwintet (Brahms)
Het Klarinetkwintet in b-mineur op. 115 is een kwintet voor klarinet en strijkers gecomponeerd door Johannes Brahms in 1891.

## Achtergrond
Hoewel Brahms na het 2e strijkkwintet op. 111 zijn werk als componist als voltooid had beschouwd, schreef hij een goed jaar later in Bad Ischl nog een klarinettrio en dit klarinetkwintet. De aanleiding hiervoor was dat hij Richard Mühlfeld, klarinettist van de Meininger Hofkapelle, had horen spelen. Brahms droeg het kwintet aan hem op. Tijdens de eerste besloten uitvoering op 24 november 1891 was Mühlfeld ook de uitvoerend klarinettist, begeleid door het Joachim-Quartett. De openbare première van het stuk was op 12 december van dat jaar in dezelfde bezetting.

## Instrumentatie
De instrumentatie van het stuk is als volgt:
- 2 violen
- 1 altviool
- 1 cello
- 1 a-klarinet

## Indeling
Het stuk bestaat uit vier delen en gemiddeld duurt het ongeveer 37 minuten.
I Allegro in b-mineur, in 6/8 maat
II Adagio in B-majeur, in 3/4 maat, modulerend naar b-mineur, dan naar bes-mineur en terug naar B-majeur
III Andantino in D-majeur, in 4/4 maat, evoluerend naar Presto non assai, ma con sentimento in b-mineur in 2/4 maat
IV Con moto in b-mineur, in 2/4 maat modulerend naar B-majeur en terug naar b-mineur in 3/8 maat, vervolgens in 8/8 maat